# Sadleria wagneriana
Sadleria wagneriana là một loài dương xỉ trong họ Blechnaceae. Loài này được D.D.Palmer & T.Flynn mô tả khoa học đầu tiên năm 1997.
Danh pháp khoa học của loài này chưa được làm sáng tỏ. 